# Zátěž (Dr. House)
Těžká váha (v anglickém originále Heavy) je šestnáctá epizoda z první řady seriálu Dr. House.

## Děj
Hlavním pacientem této epizody je desetiletá obézní dívka Jessica, která při tělocviku dostala infarkt. Mezi týmem vzniká napětí poté, co jim House oznámí, že mu Vogler nařídil vyhodit jednoho z nich. Tým vymýšlí teorie týkající se Jessičiny váhy a domnívají se, že má syndrom X (tzn. že tělo nezpracovává inzulín). Během epizody navštíví Vogler individuálně všechny členy týmu a ptá se jich, co si myslí a zda chtějí zůstat. Je patrné, že Chase donáší Voglerovi, ale nikdo to zatím neví. Mezi Chasem a Cameronovou vznikají velké neshody. Jessica dostává psychózu, kterou způsobila hypoglykémie. Foreman zjistí, že Jessica brala prášky na hubnutí a ty že mohly způsobit sraženiny. Po nějaké době začíná krvácet a objevuje se nekróza tkáně na její hrudi. Zvažuje se radikální mastektomie (tj. amputace prsou). House se domnívá, že Jessičin malý vzrůst, který by vzhledem k výšce jejích rodičů neměla mít, může mít něco společného s hormony a že příčinou jejího onemocnění je Cushingův syndrom. Použijí magnetickou rezonanci, aby zjistili zdroj hyperkortisonismu. Naleznou tumor v hypofýze, který způsobil všechny problémy.
Mezitím House na ambulanci léčí ženu, která přišla s tím, že jí pálí žáha. House nejprve myslel, že je těhotná, ale nakonec zjistil, že má patnáctikilový tumor na vaječníku. Žena však odmítá chirurgické odstranění, protože má ráda své tělo, a že se manželovi takhle líbí. Za Housem přijde nešťastný manžel, který ho prosí, aby jí domluvil. Přitom mu dá fotky jejich šesti dětí. Podle dědičných znaků House zjistí, že několik z nich nejsou potomky pacientčina manžela. Po rozhovoru pacientka následně svoluje k operaci.
Ke konci epizody říká House Voglerovi, že vyhodí Chase. Nicméně Vogler toto rozhodnutí zavrhl s tím, aby vybral někoho jiného. To House odmítne. Vogler ho však přitlačí ke zdi pod pohrůžkou, že zruší celé oddělení.

## Diagnózy
- špatné diagnózy: syndrom X, sraženiny, problém s hormony
- správná diagnóza: Cushingův syndrom